# إيمي فاي
إيمي فاي (بالإنجليزية: Amy Fay)‏ هي عازفة بيانو وموسيقية وملحنة أمريكية، ولدت في 21 مايو 1844 في لويزيانا في الولايات المتحدة، وتوفيت في 28 فبراير 1928.

## وصلات خارجية
- إيمي فاي على موقع ميوزك برينز (الإنجليزية)